# D-51
D-51 (ディー・ゴー・イチ Dī Gō Ichi?) es una banda de Okinawa que lleva a cabo en japonés la música popular. D-51 es el grupo formado por dos hombres, Yu y Yasu. Están firmados bajo la disquera Pony Canyon. Según sus miembros, el nombre de D-51 procede de los Ferrocarriles Nacionales del Japón D51, una clase de locomotora de vapor.
En 2005, tuvieron su primer gran éxito con el sencillo No More Cry, que alcanzó el n º. 5 en los charts de Oricon y se convirtió en la venta de 13 º mejor single del año, la venta de 402.034 copias.

## Miembros
- Yu: nacido como Yū Uezato (上里優 Uezato Yū) el 9 de noviembre de 1983 en Ginowan, Prefectura de Okinawa, Japón.
- Yasu: nacido como Yasuhide Yoshida (吉田安英 Yoshida Yasuhide) el 6 de abril de 1982 en Naha, Okinawa, Japón

## Discografía

### Sencillos
Original
1. Let's Try (30 de agosto de 2003)

Lanzamiento independiente
1. Street Breeze (14 de febrero de 2004)

Compañía discográfica
1. Top of the Summer (7 de julio de 2004)
2. Dreamin' on (24 de noviembre de 2004)
3. No More Cry (2 de febrero de 2005) (tema de la drama japonesa Gokusen 2)
4. Hibiscus (ハイビスカス Haibisukasu) (6 de julio de 2005)
5. Always (26 de octubre de 2005) (tema de la película Always Sanchōme no Yūhi)
6. Brand New World (26 de julio de 2006) (sexto tema de la serie anime One Piece)
7. Hajimaru (始まる Start) (29 de noviembre de 2006)
8. Forever Friends (7 de febrero de 2007)
9. Stand Up ! (29 de agosto de 2007)
10. Sepia (6 de febrero de 2008)
11. Travelers Of Life (30 de julio de 2008)
12. Road (4 de febrero de 2009)
13. Lady Don't Cry (28 de octubre de 2009)
14. Familia (26 de mayo de 2010)[1] (octavo tema del anime Katekyo Hitman Reborn!)

### Álbumes
Miniálbumes
- Street Breeze (14 de febrero de 2004)

1. Let's Try
2. Lonely Saturday Night
3. Crazy Love
4. Dancin' in the Street
5. Futari
6. Let's Try (original karaoke)

Álbumes de estudio
- Oneness (16 de marzo de 2005)

1. Top of the Summer
2. No More Cry (Smile Power Mix)
3. My favorite island (message)
4. Kaze no Melody (風のメロディー)
5. Million Night
6. Born singer×2 (message)
7. Kibō Clap (希望クラップ)
8. Kōsotori (コウノトリ)
9. Life is music (message)
10. Believer
11. Another Day
12. Harmony
13. We are ready! (message)
14. Let's Try (street band version)

- 2gether (15 de marzo de 2006)

1. Shall We Nori Nori? (SHALL　WE　ノリノリ?)
2. Dance Around
3. Hibiscus (ハイビスカス Haibisukasu)
4. Missing You
5. Donna ni (どんなに)
6. Ore Tomo (オレトモ)
7. Survivor (サヴァイバー Savaibaa) (Beat Patrol Mix)
8. Bacchanale Time (バッカナル TIME Bakkanaru Taimu)
9. Anata e ~ A Song for You (あなたへ ～ A SONG FOR YOU To You ~ A Song for You)
10. Hopeful Days
11. Always

- Mitsu Yoko Ichi Mura (三横一村) (28 de febrero de 2007)

1. Ohanami Shite~na (お花見して～な)
2. 3rd Time's Luck
3. Hajimaru (はじまる)
4. Forever Friends (album mix)
5. Ganbare (願晴れ)
6. Hadaka no Ōsama (裸の王様)
7. No Work, No Holiday
8. Last Scene (ラストシーン Rasuto Shiin) (album mix)
9. Brand New World
10. Stay with me (acoustic live recording)
11. Hopeful Days (acoustic live recording)

- Daisy (4 de marzo de 2009)

1. Daisy
2. The life is dramatic
3. Road (ロード)
4. Manon (マノン)
5. and i love you
6. Hitori ja nai (ひとりじゃない)
7. Love
8. Another sky
9. Play on!
10. Travelers Of Life
11. Fight (ファイト)
12. Kiseki wa deai mata sore he (奇跡は出会いまたそれへ)
13. LOVE SONG
14. Tokyo (東京)

Álbum recopilatorio
- Best of D-51 (6 de febrero de 2009)

1. Top of Summer
2. Dreamin' on
3. No More Cry
4. Hibiscus (ハイビスカス Haibisukasu)
5. Always
6. Brand New World
7. Hajimaru (はじまる Start)
8. Forever Friends
9. Stand Up !
10. Sepia (セピア)
11. Great Man (Yasu solo)
12. Sayonara to Namida (さよならと涙 Goodbye and Tears) (Yu solo)
13. Lonely Saturday Night
14. Hikō Shōnen-ki (飛行少年紀 Flying Youth)
15. Life

## Acompañamiento

### Anime
| Año/s | Canción         | Anime                  | Opening/Ending | Episodios | N.º | Tipo  | Álbum                                   | Romajī             | Japonés                     |
| ----- | --------------- | ---------------------- | -------------- | --------- | --- | ----- | --------------------------------------- | ------------------ | --------------------------- |
| 2010  | Familia         | Katekyō Hitman REBORN! | Ending         | 178-190   | 15  | Anime | Sencillo                                | Famiria            | ファミリア                  |
| 2006  | Brand New World | One Piece              | Opening        | 264-278   | 6   | Anime | Sencillo Best D-51 Mitsu Yoko Ichi Mura | Burando nyū wārudo | ブランド・ ニュー・ワールド |
| 2005  | Sepia           | Blue Dragon            | Ending         | 39-51     | 4   | Anime |                                         | Sepia              | セピア                      |

### Drama
| Año/s | Canción     | Drama     | Episodios    | Álbum             | Romajī        | Japonés        |
| ----- | ----------- | --------- | ------------ | ----------------- | ------------- | -------------- |
| 2005  | No more cry | Gokusei 2 | Todos (1-10) | Oneness Best D-51 | No mōru kurai | ノ モル クライ |

### Película
| Año  | Canción | Película                | Álbum   | Romajī   | Japonés      |
| ---- | ------- | ----------------------- | ------- | -------- | ------------ |
| 2007 | Always  | Always Sanchōme no Yūhi | 2gether | Ōruwaisu | オールワイス |